# Орадур-сюр-Глан
Ораду́р-сюр-Глан (фр. Oradour-sur-Glane) — коммуна (посёлок) во Франции в департаменте Верхняя Вьенна (Новая Аквитания). Население составляет 2188 жителей (2006 год). До войны действовал междугородний трамвай из Лиможа.
Современный Орадур-сюр-Глан построен в отдалении от одноимённого посёлка, уничтоженного немецкими солдатами в годы Второй мировой войны.

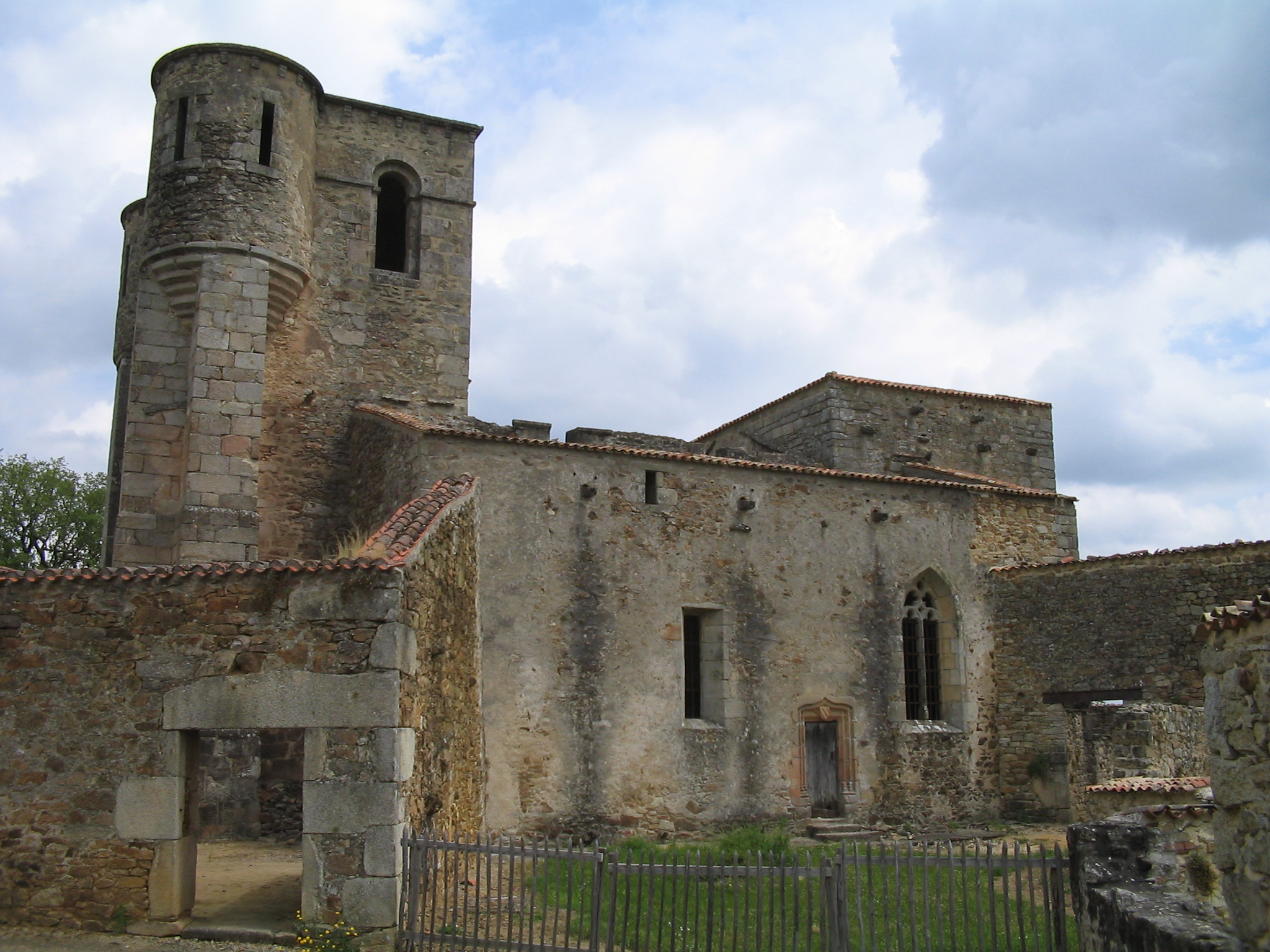
Церковь в Орадур-сюр-Глане

Старый Орадур-сюр-Глан после войны не восстанавливался, руины были оставлены в назидание потомкам.

## Уничтожение посёлка эсэсовцами
К лету 1944 года французские партизаны (маки́) расширили свои действия во Франции с тем, чтобы помочь союзникам в высадке их войск в Нормандии, отвлекая на себя часть немецкой армии. В начале июня в штаб дивизии СС «Рейх» поступило сообщение о том, что в посёлке Орадур-сюр-Глан удерживается захваченный партизанами штурмбаннфюрер Гельмут Кемпфе.
Утром 10 июня 1-й батальон полка «Дер Фюрер» под командованием гауптштурмфюрера Кана окружил посёлок, жителям было приказано собраться в центре посёлка, после чего эсэсовцы отобрали всех мужчин, а женщин и детей загнали в церковь.
Мужчин отвели к сараям, где их начали расстреливать из автоматов, стараясь бить по ногам. После этого их облили горючей смесью и подожгли. Только пятерым мужчинам удалось бежать, 197 человек были убиты. После этого в церкви было установлено мощное зажигательное устройство, после того как оно сработало, эсэсовцы стали стрелять в женщин и детей, пытавшихся вырваться из огня. Удалось выжить только одной женщине; 240 женщин и 205 детей были убиты. Ещё одной группе из 20 человек удалось бежать утром, когда эсэсовцы ещё не успели окружить посёлок.
Посёлок был разрушен полностью. Как впоследствии оказалось, за день до прихода немецкого батальона Гельмут Кемпфе действительно попал в плен, а ночью партизаны казнили его и сожгли труп.

## Судьба эсэсовцев

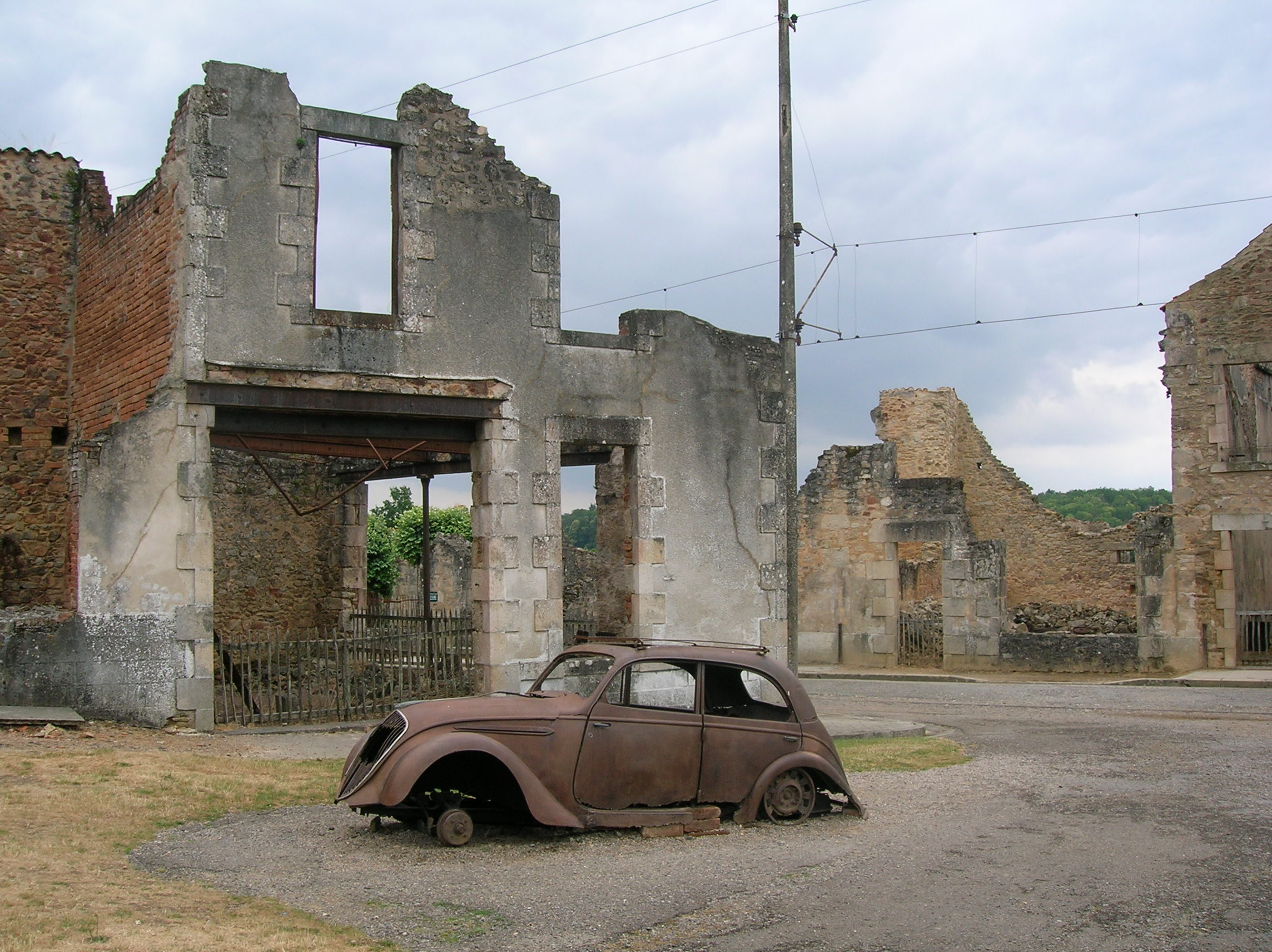

После войны, 12 декабря 1953 года, в Бордо начался суд над 65 солдатами из 200, участвовавших в этой резне. Однако только 28 человек предстали перед судом: 7 немцев, 21 эльзасец. Остальные не были выданы властями ГДР. 20 человек из них были признаны виновными и осуждены, но после протестов в Эльзасе французский парламент амнистировал их, что вызвало протесты уже в Верхней Вьенне. К 1958 году были освобождены все немцы. Генерал Гейнц Ламмердинг, отдавший приказ о проведении репрессий, к суду не привлекался и скончался в 1971 году. Командир взвода унтерштурмфюрер СС Хайнц Барт (1921—2007) был осуждён в 1983 году в ГДР на пожизненное заключение и освобождён в 1997 году по болезни.

## Мемориальный центр
Решением Шарля де Голля Орадур-сюр-Глан объявлен мемориальным центром, новый Орадур был построен в стороне от старого. В 1999 году Президент Ширак назвал Орадур «городом-мучеником».
В 2008 году мемориальный центр был награждён премией Австрийской мемориальной службы.